# 마리플로랑스 칸다사미
마리플로랑스 칸다사미(프랑스어: Marie-Florence Candassamy, 1991년 2월 26일~)는 프랑스의 펜싱 선수로 주 종목은 에페이다. 2024년 하계 올림픽에서 여자 에페 개인전과 단체전 은메달을 획득했다. 또한 세계 선수권 대회에서 금메달 1개를 획득했으며 2023년 세계 선수권 대회 여자 에페 개인 부문 우승자이다.